# Manuel Duarte
Manuel de Almeida Duarte (Celorico da Beira, 1945. május 29. – Fafe, 2022. szeptember 2.) világbajnoki bronzérmes portugál válogatott labdarúgó.

## Pályafutása

### A válogatottban
1966-ban 2 alkalommal szerepelt a portugál válogatottban. Részt vett az 1966-os világbajnokságon.

## Sikerei, díjai
Sporting
- Portugál bajnok (1): 1969–70

Portugália
- Világbajnoki bronzérmes (1): 1966